# Columbia Center
El Columbia Center, llamado antiguamente Bank of America Tower y Columbia Seafirst Center, es un rascacielos situado en Downtown Seattle, Estados Unidos. Tiene 76 plantas y 284 m de altura, que lo hacen el edificio más alto de Seattle y del estado de Washington. En el momento de su finalización, era el edificio más alto de la Costa Oeste; a fecha de 2018 es el cuarto más alto, por detrás de algunos edificios de Los Ángeles y San Francisco.
La construcción del Columbia Center, promovido por Martin Selig y diseñado por Chester L. Lindsey Architects, empezó en 1982 y se completó en 1985. El edificio contiene principalmente oficinas de clase A que están alquiladas a varias empresas. Las plantas más bajas contienen espacio comercial y en las plantas más altas hay un mirador público, el más alto de la Costa Oeste, y un club privado. La torre ocupa la mayor parte de la manzana rodeada por la Cuarta y la Quinta Avenida, Cherry Street y Columbia Street.

## Diseño
El Columbia Center fue diseñado por el arquitecto de Washington Chester L. Lindsey. Tiene tres fachadas cóncavas y dos retranqueos, lo que hace que parezca ser tres torres situadas una al lado de la otra. La base del edificio está revestida en granito rosa. El lado de la parcela que da a la Quinta Avenida tiene mayor altitud que el lado que da a la Cuarta Avenida, lo que hace que este tramo de Cherry Street tenga una fuerte inclinación: es una de las calles más empinadas de Downtown Seattle con una pendiente del 17,1 %.
La torre fue diseñada originalmente con una altura de 306,5 m, pero las regulaciones de la Administración Federal de Aviación (FAA) no permitieron que fuera tan alta debido a su cercanía al Aeropuerto Internacional de Seattle-Tacoma. Aunque la normativa urbanística de la ciudad vigente en esta época pretendía limitar la altura de los rascacielos a unas cincuenta plantas, el promotor, Martin Selig, obtuvo el permiso necesario para construir un rascacielos de 76 plantas debido a que una parte de la ley permitía conceder una bonificación de altura a cambio de que el edificio proporcionara espacio comercial accesible desde la calle. Debido a que la inclinación de la parcela hizo que se pudiera acceder a tres plantas diferentes desde la calle, se concedió al promotor una bonificación por cada una de las tres plantas que dedicaron a comercios, aprovechándose así de una laguna jurídica involuntaria en la ley.
En la planta 73 hay un mirador que ofrece vistas de Seattle y sus alrededores. Las dos plantas más altas del edificio (75 y 76) están ocupadas por el club privado Columbia Tower Club, que alberga un restaurante, un bar, una biblioteca y salas de reuniones. La planta 40 es accesible al público y contiene una cafetería Starbucks. Un centro comercial subterráneo conecta el edificio a los cercanos Seattle Municipal Tower y Bank of America Fifth Avenue Plaza.
Aunque fue propuesta originalmente con el nombre de Columbia Center, la torre abrió bajo el nombre Columbia Seafirst Center en honor a su principal ocupante, Seafirst Bank, y posteriormente fue renombrada Bank of America Tower cuando Seafirst, que había sido comprada por Bank of America en 1983, se integró completamente en Bank of America. Este nombre la dio el apodo «BOAT» (Bank of America Tower). En noviembre de 2005, el nombre del edificio se cambió de nuevo a Columbia Center después de que el banco redujera su presencia en él. Bank of America todavía mantiene oficinas en la torre, pero ha cerrado la sucursal bancaria que tenía en su base.

## Historia

### Desarrollo y construcción

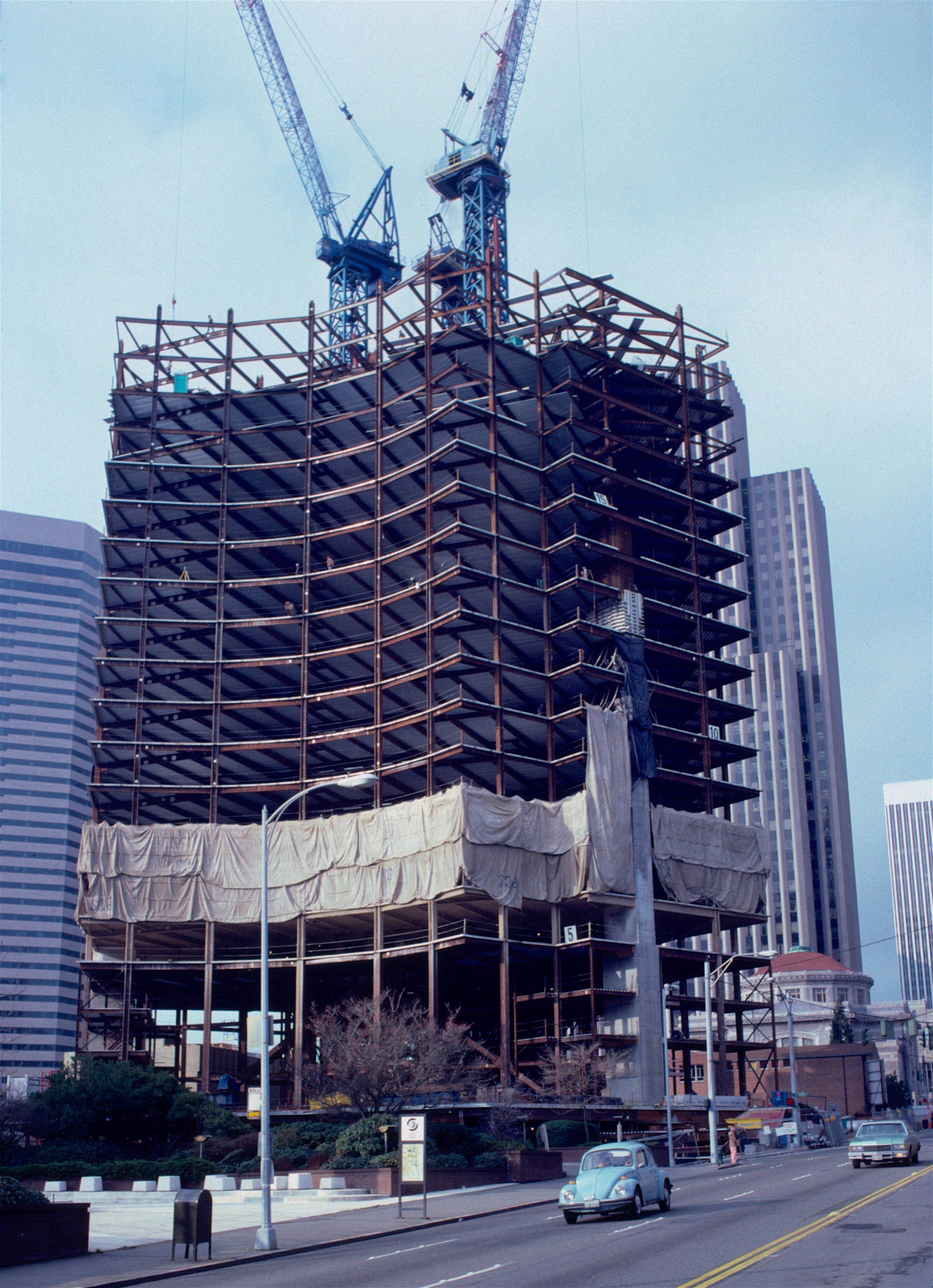
En construcción en 1983

Martin Selig, un promotor inmobiliario local que había construido recientemente el Fourth and Blanchard Building, anunció en octubre de 1980 el proyecto de un edificio de oficinas de 75 plantas que se situaría en la Cuarta Avenida y Columbia Street. El proyecto, llamado «Columbia Center», tendría un coste de $120 millones y sería financiado por la Seafirst Mortgage Company y construido por Howard S. Wright. Selig recibió un préstamo de $205 millones en 1981 para construir el edificio. El Columbia Seafirst Center, nombre que recibiría el edificio, fue construido por Howard S. Wright a partir de 1982. Para construir sus cimientos se excavó un agujero de 37 metros de profundidad que exigió que se retiraran 172 000 m³ de tierra. Este fue uno de los mayores cimientos de Seattle, y tiene zapatas de hormigón a 41 metros por debajo del nivel de la calle. La estructura de acero se construyó a un ritmo de dos plantas por semana. El edificio se completó el 12 de enero de 1985, y se inauguró el 2 de marzo de ese mismo año. Se contrató a U.S. Steel para que suministrara las 15 000 toneladas de acero que se necesitaron para la construcción. Era aproximadamente un 50 % más alto que el anterior rascacielos más alto de Seattle, el Seattle First National Bank Building (actualmente Safeco Plaza), que abrió sus puertas en 1969 y tiene 192 m de altura.

### Problemas financieros y controversia

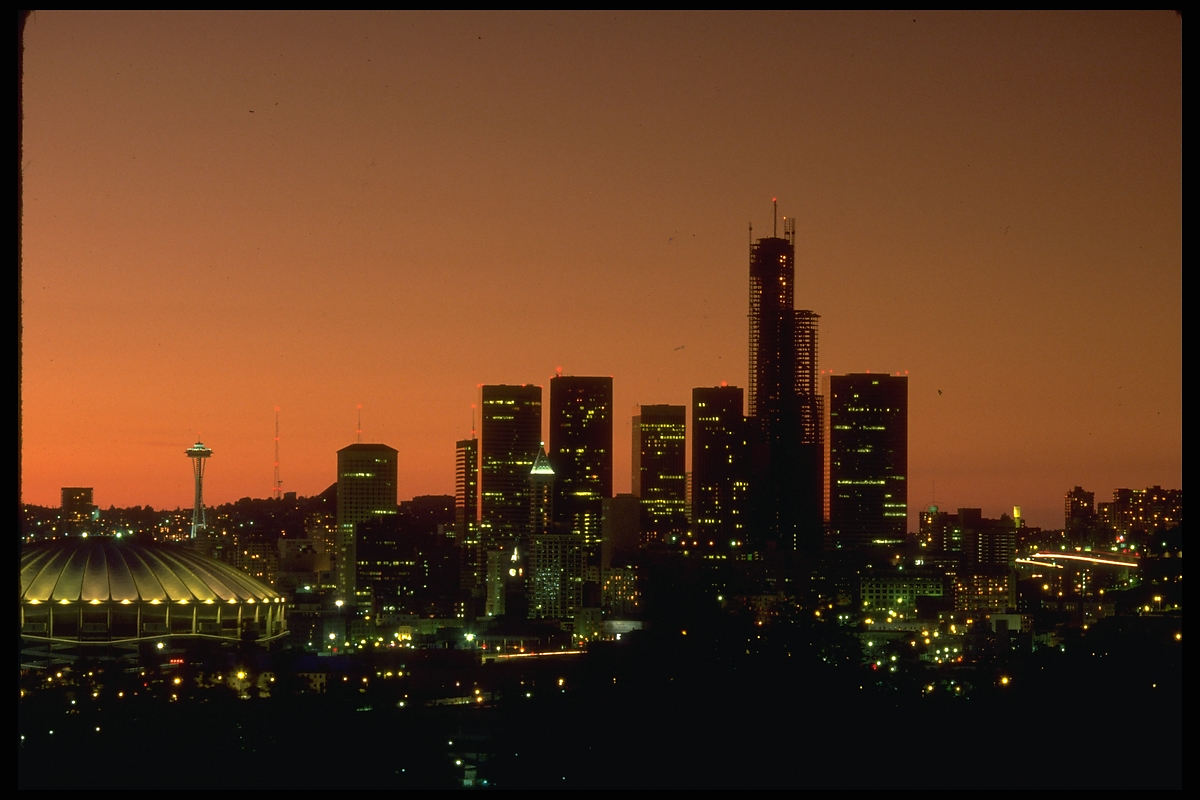
El Columbia Center (entonces llamado Columbia Seafirst Center) en construcción en torno a 1984.

Selig continuó siendo el propietario del edificio hasta 1989, cuando sus problemas financieros le obligaron a venderlo a Seafirst Corporation por $354 millones. La gestión del inmueble fue asumida por la Tishman West Company de Los Ángeles. La controversia que suscitó el tamaño del rascacielos contribuyó a que en 1989 se aprobara una ley llamada Citizen's Alternative Plan (CAP), que impuso restricciones más estrictas sobre el tamaño de los edificios de Downtown Seattle.
En 1990, tras rechazar proyectos anteriores de antenas de 90 m de altura, el Ayuntamiento de Seattle y la FAA concedieron el permiso para erigir dos antenas de 59 m en la azotea del Columbia Center, que iban a usarse para emitir señales de radio y televisión a toda la región. Aunque originalmente la FAA estaba preocupada de que la altura de la torre invadiera el espacio aéreo, consideraron que la adición de las antenas no era problemática. Sin embargo, las antenas no se construyeron antes de que los permisos expiraran en 1994.

### Cambios de propiedad del edificio y renovaciones
Equity Office Properties compró el Columbia Center a Seafirst en 1998 por $404 millones. El New York State Common Retirement Fund compró el 49,9 % del edificio y varios años más tarde vendió su parte de nuevo a Equity Office. En 2007, Equity Office vendió el Columbia Center a la empresa de Boston Beacon Capital Partners por $621 millones. Posteriormente Beacon impagó un préstamo en 2010, en pleno apogeo de la Gran Recesión, una época en la que la tasa de oficinas vacantes del edificio alcanzó el 40 %. El 7 de agosto de 2015, la empresa de Hong Kong Gaw Capital Partners compró el edificio por $711 millones.
El 1 de julio de 2013 se completó la remodelación del mirador del Columbia Center, conocido como Sky View, y se hizo que sus vistas abarcaran 360 grados, frente a los 270 grados originales.

### Atentados del 11 de septiembre
El 16 de junio de 2004, la Comisión del 11-S informó que el plan original de los atentados del 11 de septiembre de 2001 contemplaba el secuestro de diez aviones, que se harían colisionar contra otros tantos objetivos, entre los que estaban los «edificios más altos de los estados de California y Washington», que habrían sido el Columbia Center y la U.S. Bank Tower de Los Ángeles.

## Eventos
El Columbia Center alberga la mayor competición de bomberos del mundo, la Scott Firefighter Stairclimb. Cada año unos 1900 bomberos de todo el mundo suben las 69 plantas y los 1311 escalones llevando su equipo completo de bombero. Este evento beneficia a la sucursal local de la sociedad contra la leucemia y el linfoma.

## Galería de imágenes

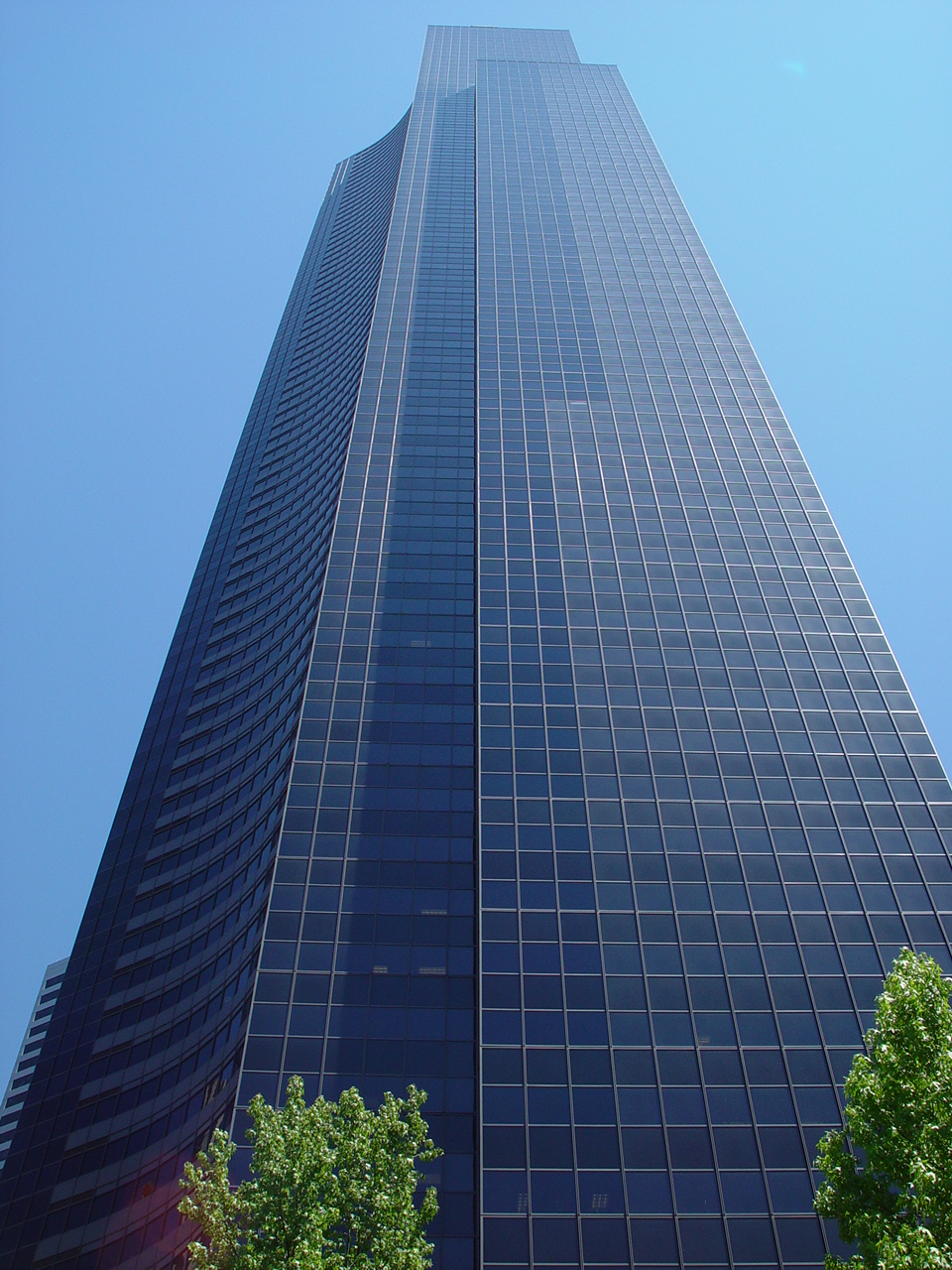
El Columbia Center.
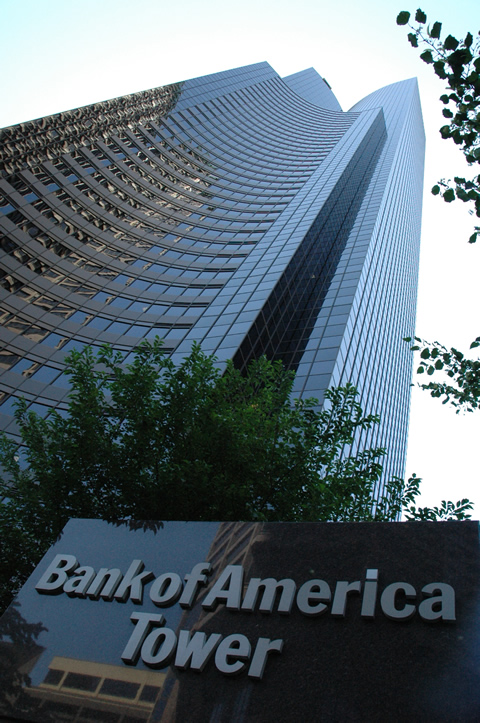
El Columbia Center cuando se llamaba Bank of America Tower.
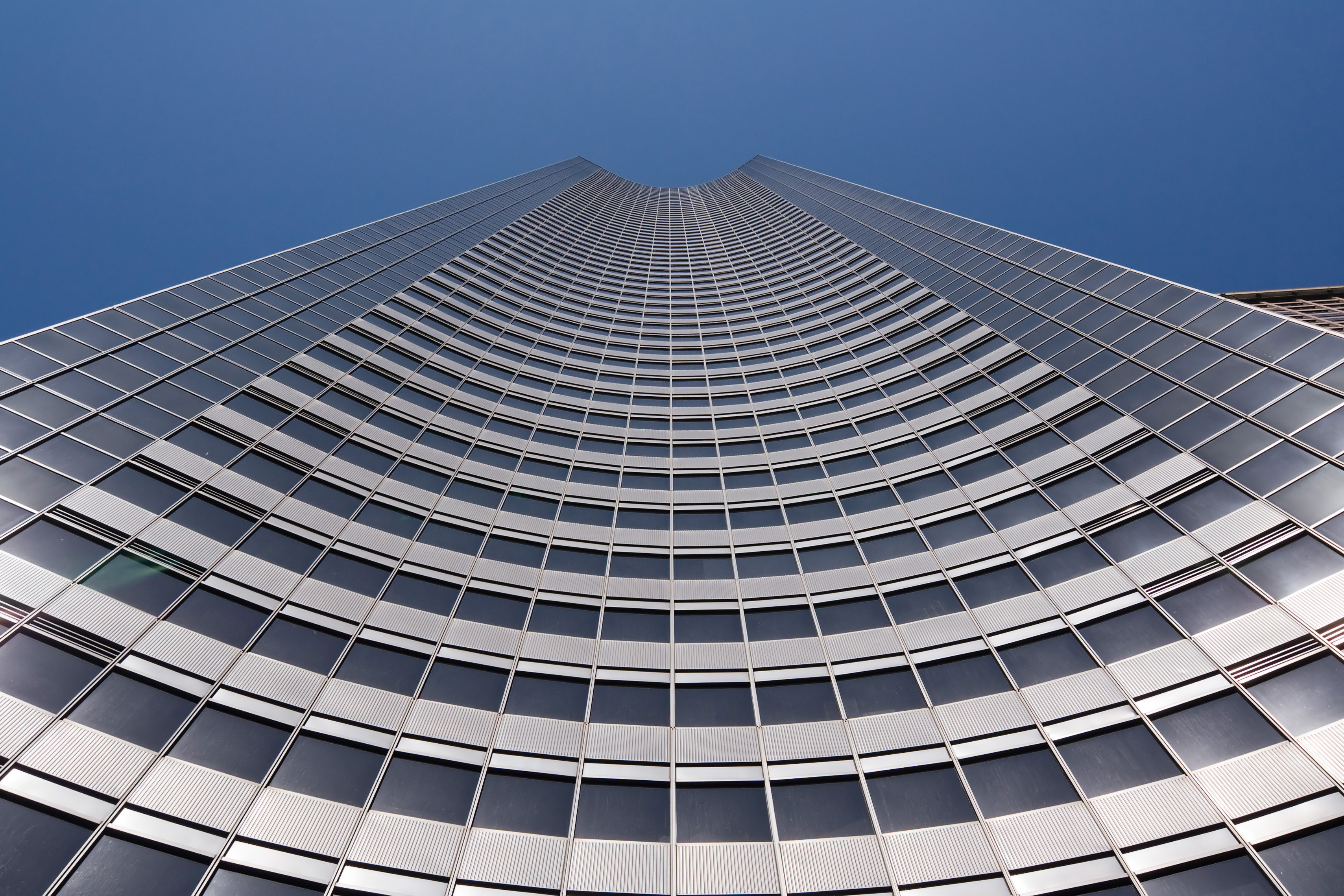
El Columbia Center desde abajo.
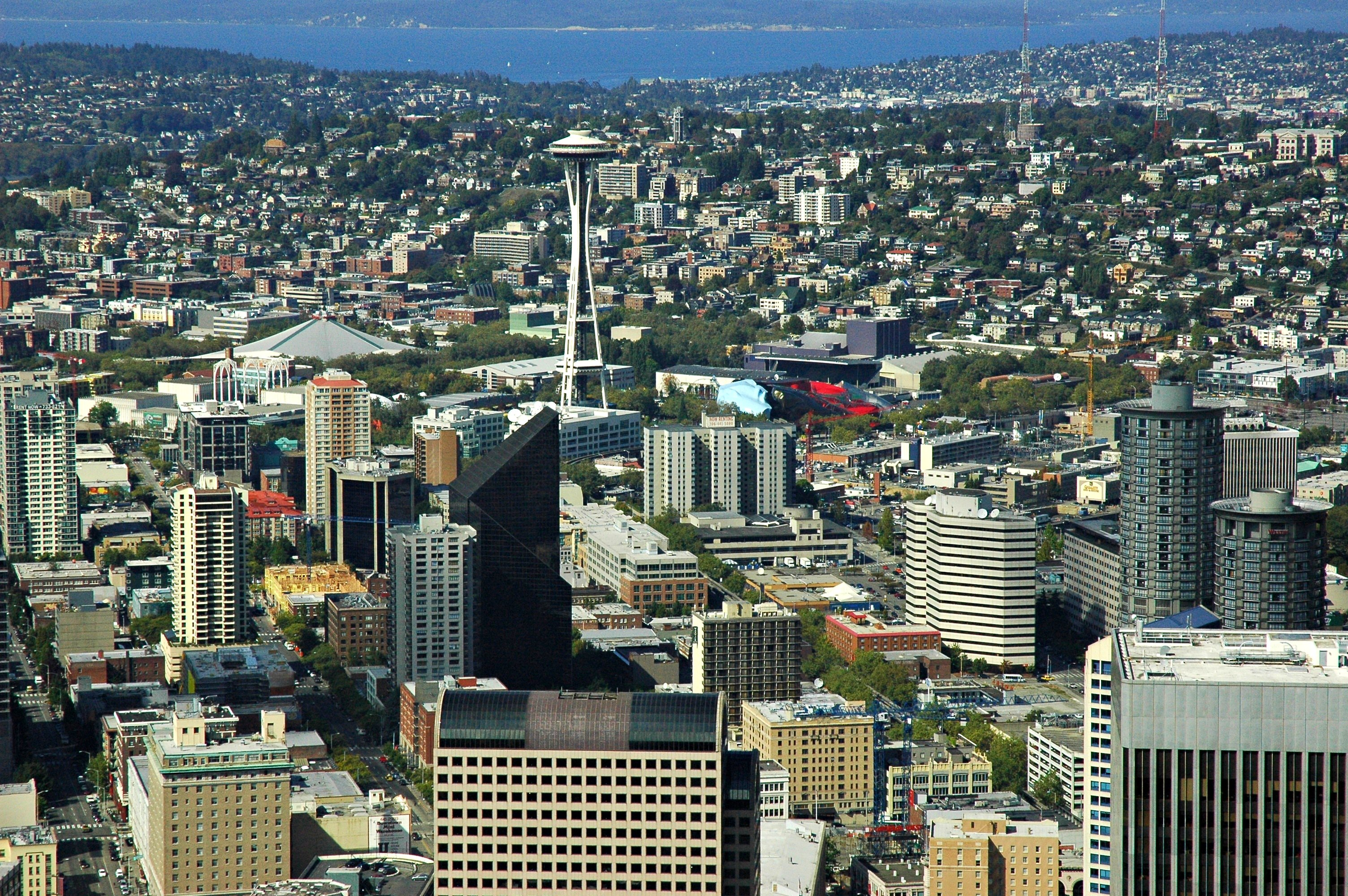
El Space Needle visto desde el mirador.
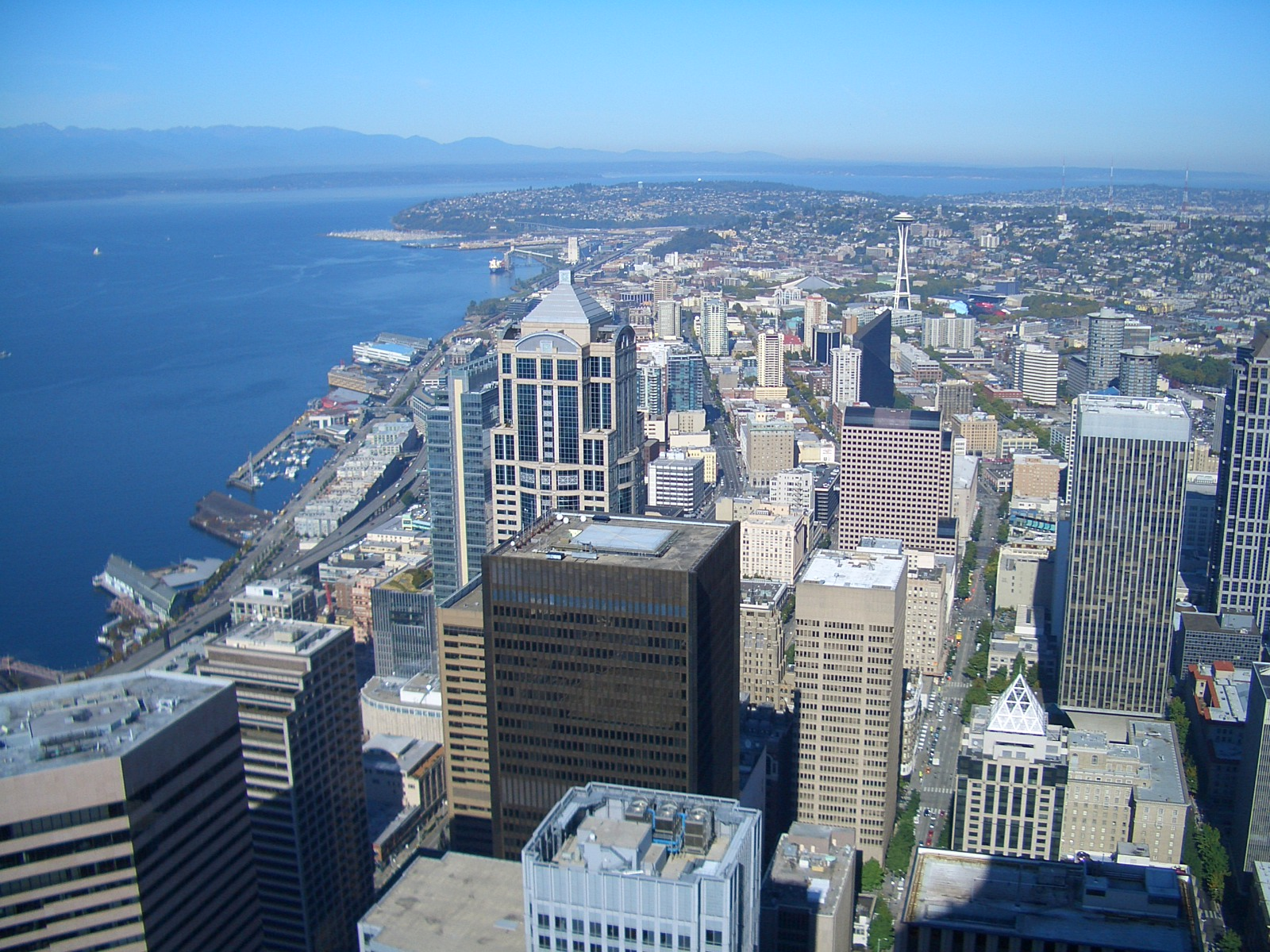
Downtown Seattle desde el mirador.
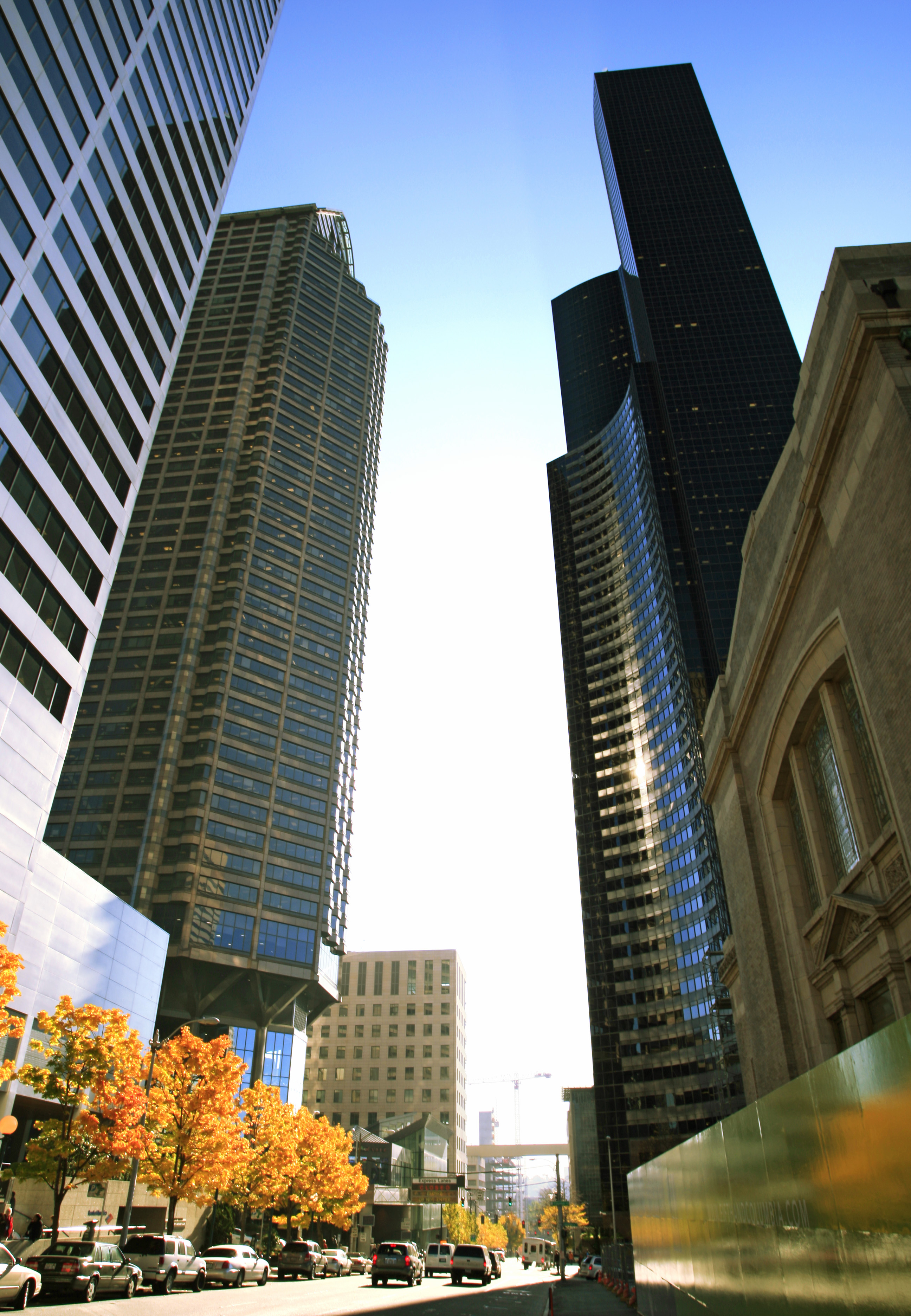
El Columbia Center y algunos edificios cercanos.
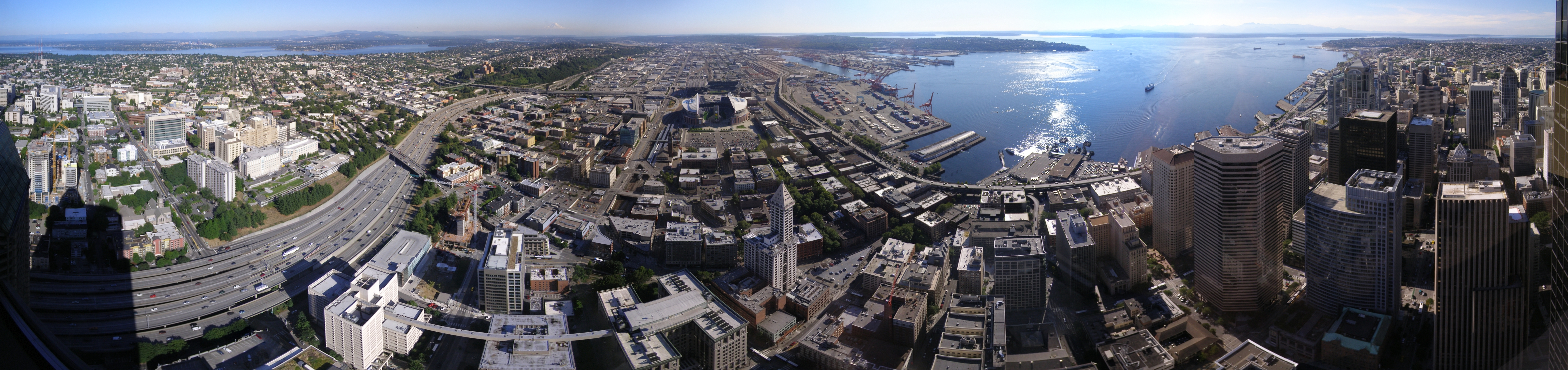
Panorama desde el mirador.